# Estatut dels treballadors (Espanya)
La Llei de l'Estatut dels Treballadors (Estatuto de los Trabajadores)(ET), és la llei bàsica que regula les relacions laborals a l'estat espanyol. Va ser aprovat per primer cop el 1980, i publicat en el Butlletí Oficial de l'Estat (Boletín Oficial del Estado) el 10 de març de 1980. Després, aquesta llei bàsica ha estat reformada diverses vegades, especialment el 1995 i posteriorment el 2015, quan es va redactar de cap i de nou per a incloure-hi tots els canvis soferts (Reial Decret Legislatiu 2/2015, del 23/10/15). Tot i així, en el programa de coalició del nou govern espanyol (PSOE-Unidas Podemos) hi figura com a objectiu una nova reforma de l’Estatut dels Treballadors.
La llei de l'Estatut dels Treballadors respon a un mandat de la Constitució espanyola de 1978, que estableix:
| «                             | #Tots els espanyols tenen el deure de treballar i el dret al treball, a la lliure elecció de professió o ofici, a la promoció a través del treball i a una remuneració suficient per satisfer les seves necessitats i les de la seva família, sense que en cap cas es pugui fer discriminació per raó de sexe. 1. La llei regularà un estatut dels treballadors. | » |
| — Constitució de 1978 Art. 35 | |   |

L'Estatut dels Treballadors afecta a tots els treballadors assalariats, encara que amb algunes excepcions. A alguns sectors de treballadors se'ls concedeixen uns règims especials en funció de les seves particularitats. I altres sectors (bàsicament els funcionaris) queden exclosos de l'àmbit de l'ET perquè disposen de règims específics.
També cal tenir present que tot i ser l'ET la llei bàsica sobre les relacions laborals, alguns aspectes concrets poden estar regulats per lleis més especialitzades en certes matèries.
Al mateix temps, s'ha de tenir en compte que l'ET és una llei espanyola que s'aplica només als Països Catalans sota jurisdicció espanyola. Però que a la Catalunya Nord s'hi aplica, en canvi, la legislació laboral francesa. I a Andorra, la legislació andorrana.

## Àmbit d'aplicació
L'Estatut dels Treballadors s'aplica a tots els treballadors de l'estat espanyol, però amb algunes excepcions i particularitats:

### Inclou
- Els treballadors assalariats per compte d'altri.
- I també, encara que amb règims especials:
  - Els càrrecs d'alta direcció que no siguin consellers.
  - El servei de la llar familiar.
  - Els penats en les institucions penitenciàries.
  - Els esportistes professionals.
  - Els artistes en espectacles públics.
  - Els comissionistes o persones que intervinguin en operacions mercantils per compte de l'empresari sense assumir-ne le risc.
  - Els discapacitats en Centres Especials d'Ocupació
  - Els estrivadors portuaris.
  - Altres: metges interns residents (MIR), advocats practicants en despatxos...

### Exclou
- Els funcionaris públics o amb règim administratiu o estatutari
- Exercir simplement el càrrec de conseller o membre dels òrgans d'administració de societats.
- Els treballs familiars o a títol d'amistat, així com les prestacions personals obligatòries (tenir la cura dels fills o dependents, etc.).
- Els treballs o operacions mercantils (que assumeixen el risc de l'operació).
- El treballador per compte propi (llevat que per llei s'apliqui algun article en concret).
- L'article 1.3 g) conté una excepció genèrica: s'exclou de l'àmbit laboral a totes aquelles relacions on no es donen les condicions de l'article 1.1 ET (és a dir, totes les relacions que no estan específicament enumerades com a incloses a l'àmbit d'aplicació de l'ET i esmentades en l'apartat anterior).
- Inicialment excloïa el personal civil al servei del Ministeri de Defensa, que posteriorment s' incorpora amb limitacions en el dret de reunió, vaga i l'exercici de l'activitat sindical en l'interior dels recintes militares.

## Prohibicions
L'Estatut dels Treballadors prohibeix:
- El treball als menors de 16 anys, llevat la seva intervenció en espectacles públics amb autorització parental i escrita de l'Autoritat Laboral.
- El treball nocturn i les hores extraordinàries als menors de 18 anys, de la mateixa manera que no són elegibles com candidats en les eleccions sindicals.
- La discriminació per raons de discapacitat (sempre que siguin igualment aptes per a exercir el treball en qüestió).
- La discriminació directa o indirecta al treball, o un cop empleats, per raons de: sexe, estat civil, edat (dins dels límits establerts pel mateix ET), origen racial o ètnic, condició social, religió o conviccions, idees polítiques, orientació sexual, afiliació o no a un sindicat, així com per raons de llengua dins de l'Estat espanyol.
- Violar la intimitat del treballador o mancar a la consideració deguda a la seva dignitat (assetjament laboral o sexual, violació de les seves pertinències...).

## Deures dels treballadors
Els deures laborals dels treballadors, segons l'ET, són:
- Complir les ordres i instruccions de l'empresari en l'exercici de les seves facultats directives. I complir amb les obligacions concretes del lloc de treball.
- Respectar les mesures de prevenció de riscos laboral que s'adoptin.
- No fer la competència a l'activitat de l'empresa (en els termes fixats per l'ET).
- Tots els que es derivin, en el seu cas, dels respectius contractes de treball signats amb l'empresa (horaris, etc.).

## Drets dels treballadors
L’Estatut dels Treballadors (ET) regula no solament la relació individual entre el treballador i l'empresa, sinó també tot allò relatiu al dret col·lectiu del treball: la lliure sindicació, els drets de representació col·lectiva, de reunió, i de la negociació col·lectiva i els convenis, les mesures de conflicte col·lectiu (Espanya) inclòs el dret de vaga, i la participació en l'empresa. Els drets bàsics reconeguts als treballadors són:
- Ocupar efectivament el lloc de treball.
- Cobrar puntualment el salari o la retribució establerta.
- Protecció de la integritat física i dret a una adequada prevenció dels riscos laborals.
- Respecte a la seva intimitat i a la seva dignitat.

## Regulació de les relacions individuals de treball
Per assegurar el respecte de tots aquests drets i obligacions, l'Estatut dels Treballadors regula amb detall els diferents aspectes de les relacions laborals. I en un primer lloc, de les relacions individuals entre el treballador i l'empresa. En aquest àmbit, es regulen tots els aspectes següents:
- Contracte de treball. Elements obligatoris que ha de contenir, modalitats diferents de contractes, durada de la seva vigència, eficàcia, eventual període de prova, procediments de modificació posterior, de suspensió i d'extinció. L'ET considera l'existència d'un contracte indefinit en cas del treballador que se l'ha fet passar el període de prova sense declarar-lo, així com el cas del treballador que durant el període de 30 mesos se l'ha contractat amb altres tipus de contracte durant un total de més de 24 mesos (continus o no).
- Salari. Salari, complements, pagues extres (n'hi ha d'haver com a mínim dues d'obligatòries, una d'elles per Nadal), i garanties en cas d'impagament (per part del Fons de Garantia dels Salaris, entitat pública). No es considera salari ni les indemnitzacions (si n'hi ha) ni el pagament de les despeses ocasionades com a conseqüència de l'activitat laboral del treballador.
- Temps de treball. Jornada (màxim 40 hores setmanals, en principi), hores extres (màxim 80 hores anuals i sempre voluntàries per part del treballador), treball en horari nocturn o a torns, descans setmanal (com a mínim un dia i mig ininterromput), vacances anuals (un mínim de 30 dies naturals, retribuïdes i no compensables econòmicament), festes laborals (14 festes a l'any, retribuïdes i no recuperables), i dies de permís retribuïts (en cas de matrimoni, de trasllat de domicili, de mort o hospitalització d'un familiar proper, d'exercici de funcions públiques o sindicals...).
- Categories professionals i mobilitat funcional.
- Garanties per canvi d'empresari. Casos de subcontractació, de cessió de treballadors d'una empresa a una altra, o de successió d'empresa. En aquest darrer cas, la nova empresa ha de subrogar automàticament els contractes de treball existents.
- Acomiadaments. Procediments d'acomiadament col·lectiu, disciplinari, o improcedent. Així com les indemnitzacions corresponents que calgui pagar al treballador.
- Faltes i sancions. Procediments, en certs casos, per a sancionar els treballadors arran de faltes comeses, així com els períodes de prescipció i la caducitat d'aquestes.

## Regulació de les relacions col·lectives de treball
Les relacions laborals, però, no es limiten a l'àmbit de les relacions individuals entre el treballador i l'empresa. En la vida de l'empresa també són importants les relacions col·lectives, és a dir les que afecten al conjunt dels treballadors de la plantilla. Aquestes relacions de conjunt es canalitzen, d'acord amb l'ET, a través dels representants dels treballadors així com de la negociació permanent de les condicions de treball: 

### La representació col·lectiva del treballadors
L'ET regula amb detall els procediments de representació i, en particular, dels:
- Òrgans de representació. Delegats de personal i comitè d'empresa. Composició, competències, hores de representació, dret a rebre informacions laborals o empresarials.
- Eleccions sindicals. Procediments de convocatòria i de votació.
- Dret de reunió. Assemblees de treballadors (lloc de reunió, convocatòria i votacions), disponibilitat de locals, taulell d'anuncis...

### La negociació col·lectiva
En l'apartat sobre la negociació col·lectiva, l'ET posa les normes sobre:
- Procediment negociador i legitimació negociadora.
- Convenis col·lectius. Efecte dels convenis i acords col·lectius, eficàcia i vigència. Jerarquia entre els convenis i acords de diferents àmbits territorials o sectorials.

## Context jurídic
Així, doncs, l'ET és la llei bàsica en les relacions laborals. Estableix els drets mínims a què té dret tot treballador i, segons el principi de jerarquia normativa, cap altra llei, reglament, conveni o pacte individual en el contracte pot rebaixar els drets reconeguts a l'Estatut dels Treballadors.
Ara, l'ET no és la única legislació amb repercussions en l'àmbit laboral. A part dels reglaments que desenvolupen i concreten determinats aspectes de l’ET, hi ha altres lleis també importants com són la Llei Orgànica de Llibertat Sindical (LOLS), la Llei d’Associació Sindical (LAS), el Decret-Llei de Relacions de Treball (DLRT), la Llei de Prevenció de Riscos Laborals (LPR), la Llei d’infraccions i sancions laborals (LIS), la Llei d’Inspecció de Treball (LIT), i la Llei del Procediment Laboral (LPL). També cal tenir en compte la nombrosa jurisprudència en temes laborals, així com certs articles dels Codi Civil i Codi Penal.
Tot i així, l’ET és la norma de referència a tenir en compte i és jeràrquicament superior a totes les altres. L’ET estableix els “mínims” drets dels treballadors: cap contracte pot rebaixar-los, i en cas d’absència de conveni col·lectiu que reconegui més drets als treballadors del seu àmbit, serà l’ET qui supleix el conveni inexistent.

## Andorra i França: legislació equivalent
A Andorra i a França l'equivalent de l’Estatut dels Treballadors espanyol serien, respectivament i salvant les distàncies, la Llei 31/2018 de Relacions Laborals (Butlletí Oficial del Principat d'Andorra, BOPA, núm.3, del 10/01/2019, 65p.) i el Code du Travail (reformat per darrera vegada el 2020). En el cas francès, el seu Codi de Treball recopila pràcticament tota la legislació laboral i, com a particularitat, cal destacar que també regula l'elecció dels seus “tribunals socials” o Conseil des prud’hommes amb uns “jutges”, doncs, elegits en votacions obertes per part del conjunt dels treballadors i dels empresaris. En el cas andorrà, la llei bàsica esmentada queda complementada per dues lleis més: la Llei 32/2018 qualificada d’acció sindical i patronal (BOPA núm.3, 10/01/2019, 12p.) i la Llei 34/2008 de la seguretat i la salut en el treball (BOPA núm.4, 21/01/2009, p.281/296).

## Història

### Normativa laboral durant elFranquisme
(tota aquesta normativa va ser derogada per la Constitució Espanyola del 1978 i l'Estatut dels Treballadors):
Fuero del Trabajo (9 de març de 1938).
Llei de 16 d'octubre de 1942, sobre Reglamentacions de Treball.
Llei de Contracte de Treball, text refós (1944).
Fuero de los Españoles (17 de juliol de 1945), Capítol III.
Llei Orgànica de l'Estat de 10 de gener de 1967, per la qual es modifica el Fuero del Trabajo.
Llei 38/1973, de 19 de desembre, de Convenis Col·lectius Sindicals de Treball.